# باشگاه فوتبال بونتانگ
باشگاه فوتبال بونتانگ (که قبلاً با نام پی‌کی‌تی بونتانگ یا پوپوک کالتیم شناخته می‌شد) یک تیم فوتبال حرفه‌ای اندونزیایی است که در بونتانگ، کالیمانتان شرقی در جزیره بورنئو واقع شده است. پایگاه اصلی این تیم ورزشگاه مولاورمان است. بونتانگ به عنوان موفق‌ترین باشگاهی که از کالیمانتان بیرون آمده است، به خود می‌بالد. آنها در فصل ۹۵–۱۹۹۴ به نیمه نهایی لیگ اندونزی و در فصل ۲۰۰۰–۱۹۹۹ به فینال لیگ برتر اندونزی رسیدند. بونتانگ همچنین یک آکادمی فوتبال به نام دیکلات ماندائو یا پی‌کی‌تی جونیور تأسیس کرده است.